# Хэдден, Джейлон
Джейлон Хаи Хэдден Скарлетт (исп. Jaylon Jahi Hadden Scarlett; род. 9 апреля 1998, Лимон) — коста-риканский футболист, полузащитник коста-риканского клуба «Депортиво Саприсса».

## Клубная карьера
Джейлон Хэдден — воспитанник коста-риканского клуба «Депортиво Саприсса». 20 марта 2017 года он дебютировал в коста-риканской Примере, выйдя на замену в самом начале домашнего поединка против «Эредиано».